# PL-7
O PL-7 (chinês simplificado: 霹雳-7, pinyin: Pī Lì-7, lit. ‘Relâmpago-7’) é a versão chinesa do míssil ar-ar francês Magic R. 550. Ele é um míssil de curto alcance guiado por infravermelho usado pelos caças chineses. Ele foi projetado pela Wu Shendao, e produzido na Fábrica 331 (Fábrica de Aeromotores Zhuzhou) (中国株洲航空发动机厂).

## Especificações
- Comprimento - 2.74 m
- Diâmetro - 157 mm
- Envergadura - 0.66 m
- Peso - 89 kg
- Ogiva - 12,5 kg
- Velocidade - Mach 2.5
- Alcance - 0,5 a 14 km
- Guiamento -Infravermelho

## Histórico operacional
Durante o fim de 2000 e 2001,  BAE Hawks do Zimbábue teriam sido armados com mísseis PL-7 para mísseis de escolta contra possíveis MiG-21s da Uganda durante a sua implantação em apoio ao governo de Laurent Kabila.